# 金清港

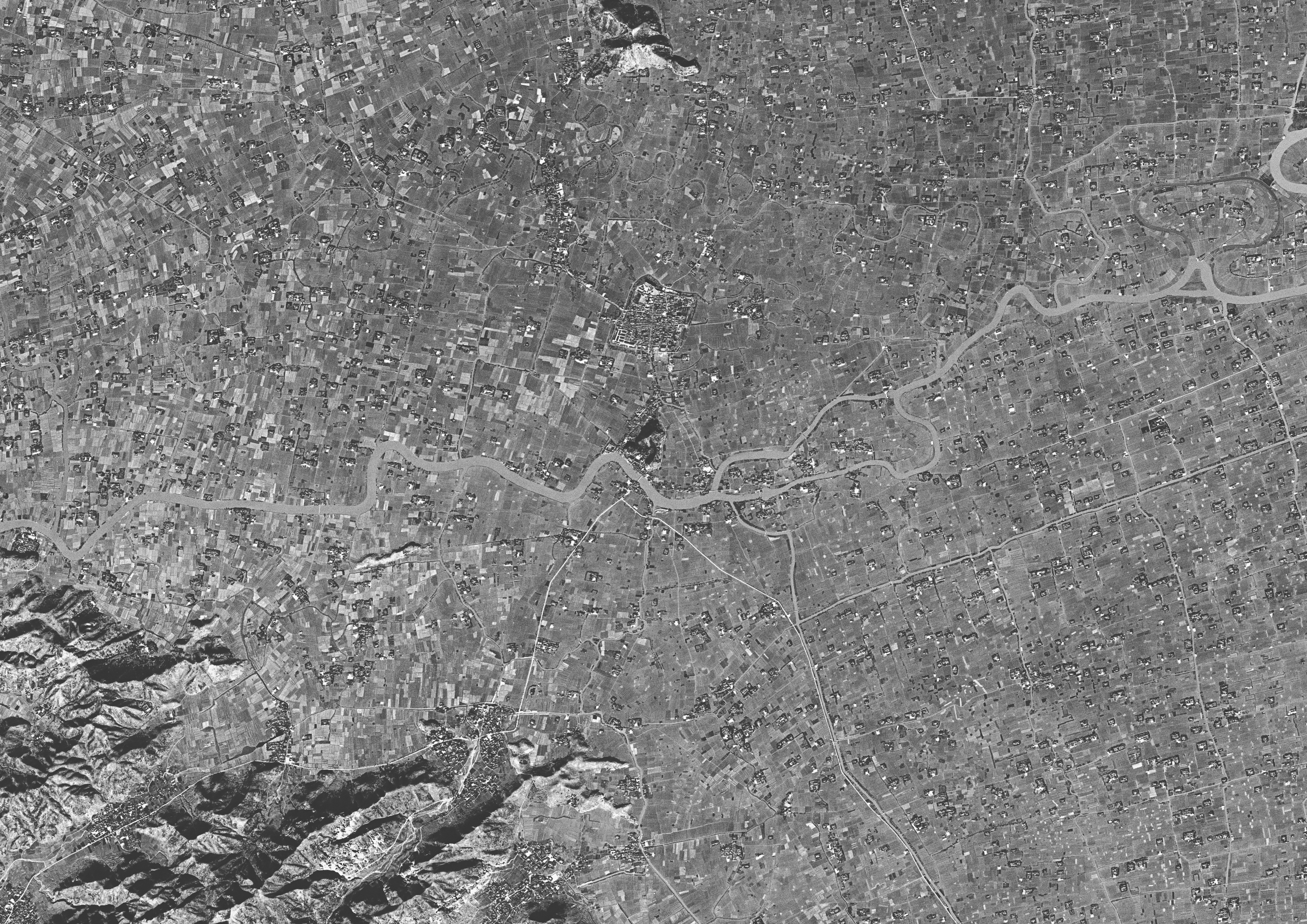
1970年12月新河镇区的卫星地图，图中心东西向河流即为金清港。

金清港位于中华人民共和国浙江省东南沿海的一条河流，源流称太湖溪，发源于温岭市西北的太湖山东南麓，自西向东流，经太湖水库、大溪镇（以下也称大溪）、横峰街道、城北街道、新河镇、滨海镇和台州市路桥区金清镇等地，于剑门港经金清新闸注入东海。河长55千米，流域面积1172.6平方千米，河道平均比降0.64%。干流在大溪镇以上为山溪性河流，水流短急，枯洪变化悬殊。大溪镇以下进入温椒黄河网地区，地势平坦，河网密布，水面占平原面积13%，河水深3～3.5米。金清港原在温岭滨海镇长安村东北通过金清闸于西门口入海，1991年建成金清新闸后改由台州路桥区剑门港入海。